# Bulbophyllum subclavatum
Bulbophyllum subclavatum là một loài phong lan thuộc chi Bulbophyllum.